# عبد الرزاق الكافي
عبد الرزاق الكافي، هو سياسي تونسي.

## السيرة الذاتية
شغل عبد الرزاق الكافي منصب وزير الإعلام في حكومة محمد مزالي وحكومة رشيد صفر بين 18 يونيو 1983 و11 سبتمبر 1987 وذلك في عهد الحبيب بورقيبة. ثم عند وصول زين العابدين بن علي، عين وزيرا للنقل والسياحة في حكومة الهادي البكوش وذلك بين 7 نوفمبر 1987 يوم الانقلاب الأبيض على بورقيبة و27 يوليو 1988.
بعد ذلك عين سفير لبلاده في إسبانيا بين 9 نوفمبر 1988 و16 أغسطس 1989.